# La Prison sur le gouffre
Pour plus de détails, voir Fiche technique et Distribution.
La Prison sur le gouffre est un film muet français réalisé par Louis Feuillade et sorti en 1912.
Le film se compose de six épisodes :
1. Brumaire an V
2. Intimité
3. La vengeance
4. Sur l'abîme
5. L'autre vengeance
6. Le pardon

## Fiche technique
- Titre : La Prison sur le gouffre
- Réalisation : Louis Feuillade
- Scénario : Louis Feuillade
- Société de production : Société des Établissements L. Gaumont
- Pays de production :  France
- Langue : film muet avec les intertitres en français
- Format : Noir et blanc — 35 mm — 1,33:1 — Muet
- Métrage : 568 m
- Genre : Film dramatique
- Durée : 19 minutes
- Date de sortie : 
  - France : 3 mars 1912

## Distribution
- Suzanne Grandais : Madame Bertin
- Paul Manson : Monsieur Bertin
- Renée Carl : Madame Bertin mère
- René Navarre : Marquis de Fiers
- Ernest Bourbon